# 蔚州灵岩寺
蔚州灵岩寺或蔚州灵严寺，又称前寺，是中华人民共和国河北省张家口市蔚县的佛教寺院建筑群，是第六批全国重点文物保护单位。
蔚州灵岩寺现存建筑建于明代，天王殿（地藏殿）、大雄宝殿等建筑尚存。蔚州灵岩寺建筑规制较高，可能为司礼监太监王振奏请明英宗所敕建。蔚州灵岩寺原属青原系曹洞宗寺庙。蔚州灵岩寺曾作为蔚县副食品公司所在地，现为蔚州古城景区的景点之一，内开辟有灵岩寺五谷文化展等景点。

## 历史与保护

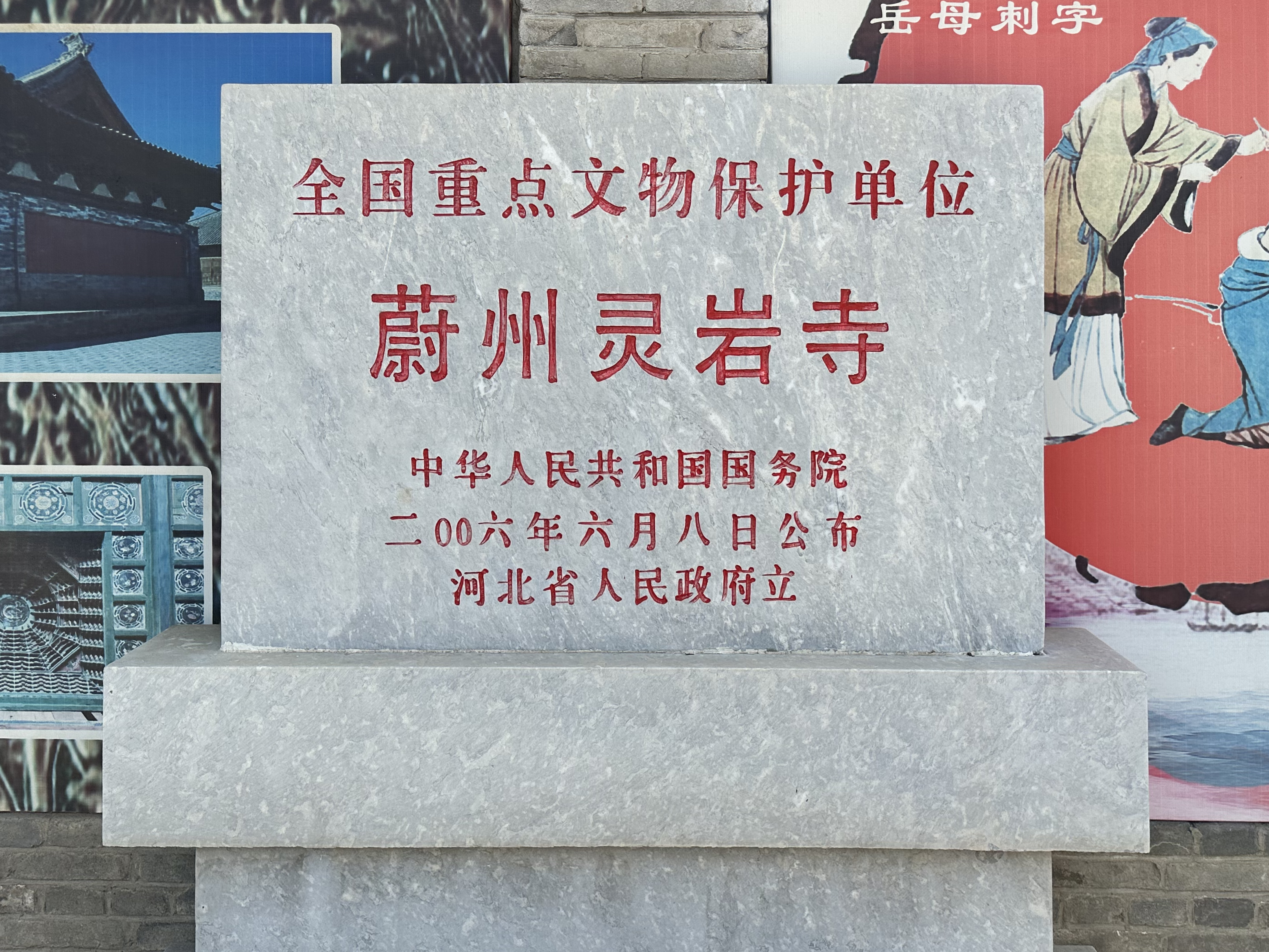
蔚州灵岩寺是全国重点文物保护单位

蔚县灵岩寺的具体修建时间暂不可考，不过民间存在“先建后寺，后建前寺，最后建南关大寺”的说法，即辽代建双松寺，金代建蔚州灵岩寺，元代建释迦寺。元末，蔚州灵岩寺被毁。明正统六年（1441年）或景泰四年（1453年），蔚州灵岩寺重建。因新建大雄宝殿的天花、藻井、隔扇等建筑风格与北京的智化寺的相关建筑风格类似，蔚州灵岩寺可能是明代太监王振奏请明英宗所敕建。蔚州灵岩寺内存的三方石刻。其一疑似为明代。该石刻虽残缺，但记载了灵岩寺开山住持为觉开，也记录了蔚州灵岩寺在明代存在主持、首座、监事、都寺等职务。另外两方分别是清康熙年间和光绪十七年（1891年）对蔚州灵岩寺的补修碑和重修碑。
蔚州灵岩寺于1982年和1993年先后被列为蔚县文物保护单位和河北省文物保护单位。2006年5月25日，中华人民共和国国务院公布第六批全国重点文物保护单位，蔚州灵岩寺作为古建筑被列入其中。虽然成为文物保护单位，但蔚州灵岩寺长期被蔚县副食品公司所占用，直至2008年修缮工程的启动。2008年，蔚县人民政府投资超700万元人民币，用于维修蔚州灵岩寺和蔚州真武庙。2016年，蔚州古城景区开业后，蔚州灵岩寺作为首批景点开放。蔚州灵岩寺开辟有灵岩寺五谷文化展、灵岩寺地宫等景点。

## 形制

### 规模
蔚州灵岩寺建筑群坐北朝南，占地近6700平方米。原建筑沿中轴线分布，自南向北分别为牌楼、山门、天王殿、大雄宝殿、藏经阁。钟鼓楼、配殿、禅房分列东西两侧。不过其中部分建筑已不存世，现存天王殿（地藏殿）、大雄宝殿、东西配殿、禅房。所存建筑均为砖木结构建筑。

### 天王殿（地藏殿）
蔚州灵岩寺天王殿为单檐歇山布瓦顶建筑。建筑面阔三间（近13米），进深三间（近10米）。建筑位于高0.9米的砖砌台基之上。天王殿施减柱造，殿内无金柱，墙体内置有12根檐柱，七架梁用二柱，抹角梁及扒梁承托歇山，普柏枋与额枋的出头组成“T”字型。梁架上绘有旋子彩画，内外拱眼壁绘有蟠龙图案。天王殿檐下有单昂五踩斗拱，采用齐心拱，不用耍头。明间补间铺作置两朵，次间置一朵。两侧补间铺作及转角铺作做鸳鸯交首拱。制作斗拱的材料大，布局疏朗。天王殿墙壁四角为砖砌，其余实为土坯垒砌而成。次间有窗，不过原有的直棂窗已不复存在。

### 大雄宝殿
蔚州灵岩寺大雄宝殿又称佛殿，为单檐庑殿顶建筑。建筑高超过10米，占地面积340平方米，面宽五间（25米有余），进深四间（13米有余）。建筑位于高1.2米的砖砌台基之上，明间、次间前有砖砌月台。蔚州灵岩寺大雄宝殿的正脊有卷云样式浮雕，两端为吻兽，鸱尾存在残缺。建筑垂脊采用三层条砖平砌，并盖有筒瓦。大雄宝殿使用四种样式的瓦当，三种为兽面，其中存在十多个建筑初建时所用的盘龙瓦当。大雄宝殿的梁架结构为五架梁，前后出双步梁；九檩用四柱。大雄宝殿檐下采用单翘五踩重昂斗拱，拱上置菱形斗，琴面昂。每间的补间铺作设置两朵，为抹角拱。额枋外有和玺彩画，内部绘有旋子彩画。内外拱眼壁绘有蟠龙、海水等图案。大雄宝殿明间、次间南侧设置四扇木质五抹头落地隔扇，棂心三交六椀菱花。北侧原有一门，后被堵。大殿外墙有表砖，外涂红色。大雄宝殿殿内有两排8根直径0.6米的金柱，金柱由白灰抹平，外有麻纸裱，再外层涂刷朱红色漆。
大雄宝殿内顶有天花、藻井作为装饰。天花支条为绿色，天花中部呈凹形。藻井为覆斗式，藻井井壁由多层斗拱构成，明间藻井外层呈方形，中间抹去四角，井心为圆形；次间外层、井心均为方形。明镜绘有彩色蟠龙，藻井之间以会有红白色折枝牡丹的小天花板相隔。藻井上前部存60块天花，天花中心及四角为圆形篆体“寿”字，并绘有轮、罗、伞、盖、花、瓶、鱼、结等佛教八宝及三彩流云。藻井后天花图案为嘴衔灵芝的白鹤，四周有卷云。稍间的天花图案为三朵牡丹，四角为三色卷云。
大雄宝殿两侧各有一间面宽一间、进深一间的的殿，分别为灶君殿和财神殿。

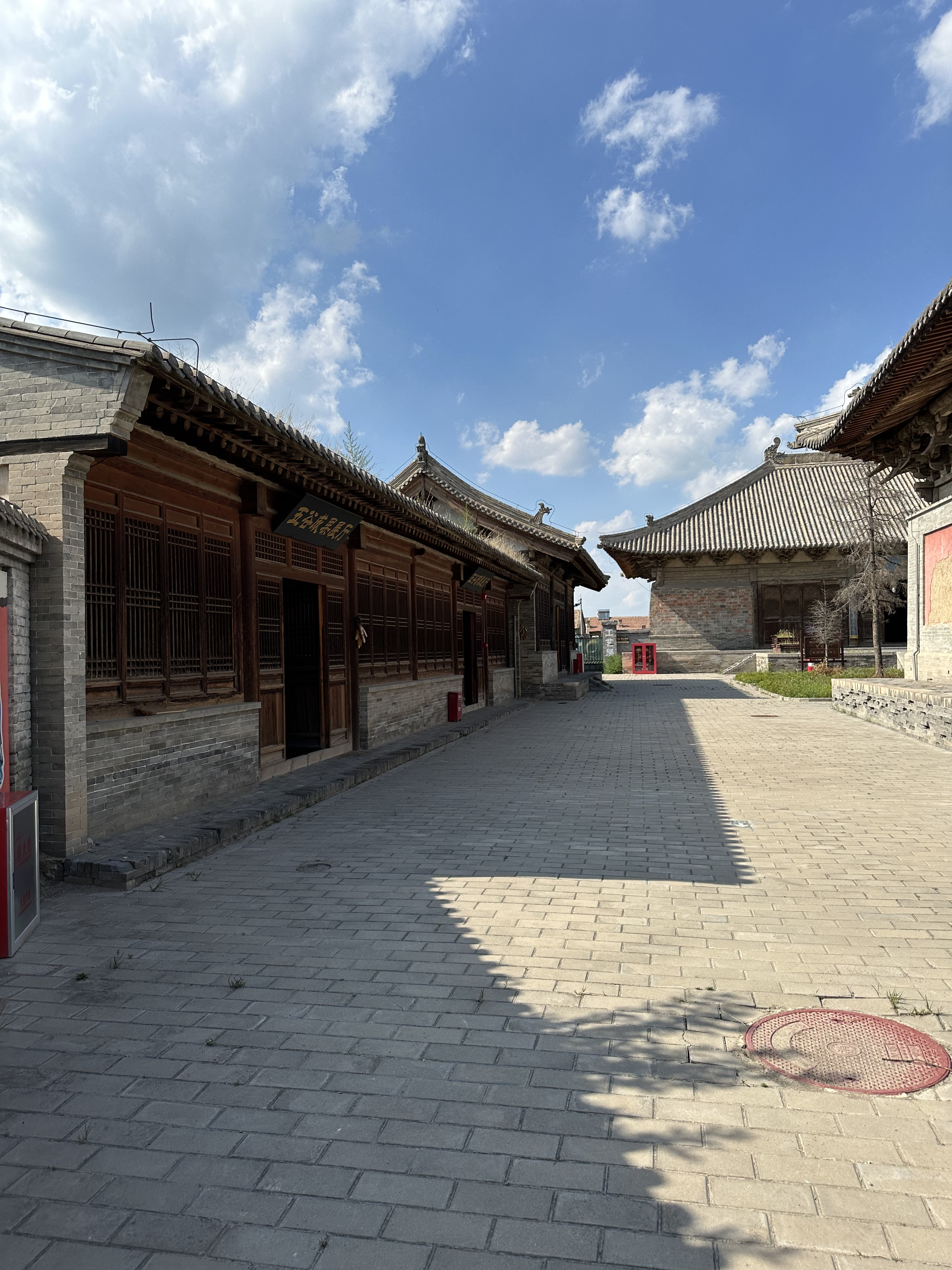
蔚州灵岩寺的西配殿

### 其他建筑
除天王殿（地藏殿）、大雄宝殿外，蔚州灵岩寺尚存东、西配殿各三间，位于天王殿（地藏殿）与大雄宝殿之间的东、西两侧。配殿为单檐悬山布瓦顶，为五架梁结构。配殿曾配有十八罗汉雕塑及铜铸佛像。蔚州灵岩寺另有6间单檐硬山布瓦顶的禅房。